# Associazione Calcio Torino 1964-1965
Questa voce raccoglie le informazioni riguardanti l'Associazione Calcio Torino nelle competizioni ufficiali della stagione 1964-1965.

## Rosa
| N. |                   | Ruolo | Calciatore          |
| -- | ----------------- | ----- | ------------------- |
|    | Italia (bandiera) | C     | Zago Giorgio        |
|    | Italia (bandiera) | P     | Lido Vieri          |
|    | Italia (bandiera) | D     | Luciano Buzzacchera |
|    | Italia (bandiera) | D     | Natalino Fossati    |
|    | Italia (bandiera) | D     | Remo Lancioni       |
|    | Italia (bandiera) | D     | Fabrizio Poletti    |
|    | Italia (bandiera) | D     | Giorgio Puia        |
|    | Italia (bandiera) | D     | Roberto Rosato      |
|    | Italia (bandiera) | D     | Luciano Teneggi     |
|    | Italia (bandiera) | C     | Giancarlo Cella     |

| N. |                        | Ruolo | Calciatore                 |
| -- | ---------------------- | ----- | -------------------------- |
|    | Italia (bandiera)      | C     | Amilcare Ferretti          |
|    | Italia (bandiera)      | C     | Giorgio Ferrini (capitano) |
|    | Italia (bandiera)      | C     | Giambattista Moschino      |
|    | Italia (bandiera)      | A     | Enrico Albrigi             |
|    | Italia (bandiera)      | A     | Sergio Brighenti           |
|    | Italia (bandiera)      | A     | Alberto Carelli            |
|    | Italia (bandiera)      | A     | Carlo Crippa               |
|    | Inghilterra (bandiera) | A     | Gerry Hitchens             |
|    | Italia (bandiera)      | A     | Luigi Meroni               |
|    | Italia (bandiera)      | A     | Luigi Simoni               |

## Calciomercato
| Acquisti | Acquisti         | Acquisti | Acquisti      |
| R.       | Nome             | da       | Modalità      |
| -------- | ---------------- | -------- | ------------- |
| D        | Natalino Fossati | Genoa    | fine prestito |
| A        | Sergio Brighenti | Modena   | definitivo    |
| A        | Alberto Carelli  | Fanfulla | definitivo    |
| A        | Luigi Meroni     | Genoa    | definitivo    |
| A        | Luigi Simoni     | Mantova  | definitivo    |

| Cessioni | Cessioni            | Cessioni | Cessioni      |
| R.       | Nome                | a        | Modalità      |
| -------- | ------------------- | -------- | ------------- |
| D        | Enzo Bearzot        | -        | fine carriera |
| D        | Piero Scesa         | Mantova  | definitivo    |
| C        | Aldo Agroppi        | Genoa    | prestito      |
| A        | Pietro Baisi        | Parma    | definitivo    |
| A        | Joaquín Peiró       | Inter    | definitivo    |
| A        | Gianfranco Trombini | Mantova  | definitivo    |

## Risultati

### Serie A

#### Girone di andata
| Arbitro: | Di Tonno (Lecce) |

|                                 |           |  |
| Poletti 69’ Moschino 87’ (rig.) | Marcatori |  |

| Arbitro: | Varazzani (Parma) |

|                            |           |  |
| Andersson 11’ Pasquina 60’ | Marcatori |  |

| Arbitro: | Roversi (Bologna) |

|             |           |           |
| Ferrini 60’ | Marcatori | 70’ Milan |

| Arbitro: | De Marchi (Pordenone) |

|               |           |            |
| Fortunato 79’ | Marcatori | 75’ Simoni |

| Torino 11 ottobre 1964, ore 15:00 UTC+1 5ª giornata | Torino          | 0 – 0 | Foggia & Incedit | Stadio Comunale (25.000 spett.)\| Arbitro: \| Rigato (Mestre) \| |
| Arbitro:                                            | Rigato (Mestre) |       |                  |                                                                  |

| Vicenza 18 ottobre 1964, ore 15:00 UTC+1 6ª giornata | Lanerossi Vicenza  | 0 – 0 | Torino | Stadio Romeo Menti\| Arbitro: \| Campanati (Milano) \| |
| Arbitro:                                             | Campanati (Milano) |       |        |                                                        |

| Arbitro: | De Robbio (Torre Annunziata) |

|                                      |           |                    |
| Hitchens 22’ Simoni 48’ Moschino 50’ | Marcatori | 7’ (rig.) Marchesi |

| Arbitro: | Roversi (Bologna) |

|                                        |           |               |
| Ferrini 8’, 35’ Crippa 33’, 79’ (rig.) | Marcatori | 56’ Locatelli |

| Arbitro: | Sebastio (Roma) |

|  |           |              |
|  | Marcatori | 75’ Hitchens |

| Arbitro: | Sbardella (Roma) |

|  |           |                                           |
|  | Marcatori | 16’ Stacchini 51’ da Costa 75’ Menichelli |

| Genova 29 novembre 1964, ore 14:45 UTC+1 11ª giornata | Sampdoria         | 0 – 0 | Torino | Stadio Luigi Ferraris (9.485 spett.)\| Arbitro: \| Angonese (Mestre) \| |
| Arbitro:                                              | Angonese (Mestre) |       |        |                                                                         |

| Arbitro: | Roversi (Bologna) |

|                  |           |            |
| Galli 42’ (rig.) | Marcatori | 65’ Simoni |

| Arbitro: | Campanati (Milano) |

|                                |           |             |
| Ferrini 40’ Poletti 51’ (rig.) | Marcatori | 48’ Rozzoni |

| Arbitro: | Pieroni (Roma) |

|                                          |           |  |
| Hitchens 15’ Ferrini 39’ Meroni 43’, 58’ | Marcatori |  |

| Arbitro: | Rigato (Mestre) |

|             |           |  |
| Nielsen 87’ | Marcatori |  |

| Arbitro: | Genel (Trieste) |

|                               |           |                             |
| Angelillo 20’ Francesconi 60’ | Marcatori | 39’ Poletti 73’ (aut.) Losi |

| Torino 17 gennaio 1965, ore 14:30 UTC+1 17ª giornata | Torino              | 0 – 0 | Inter | Stadio Comunale (50.000 spett.)\| Arbitro: \| Lo Bello (Siracusa) \| |
| Arbitro:                                             | Lo Bello (Siracusa) |       |       |                                                                      |

#### Girone di ritorno
| Arbitro: | De Marchi (Pordenone) |

|                    |           |                                 |
| Ciccolo 90’ (rig.) | Marcatori | 10’ (aut.) Corsini 67’ Hitchens |

| Arbitro: | Sebastio (Roma) |

|            |           |  |
| Rosato 16’ | Marcatori |  |

| Bergamo 7 febbraio 1965, ore 15:00 UTC+1 20ª giornata | Atalanta                     | 0 – 0 | Torino | Stadio Comunale (25.000 spett.)\| Arbitro: \| De Robbio (Torre Annunziata) \| |
| Arbitro:                                              | De Robbio (Torre Annunziata) |       |        |                                                                               |

| Arbitro: | Lo Bello (Siracusa) |

|          |           |                           |
| Puia 11’ | Marcatori | 45’ Amarildo 85’ Altafini |

| Arbitro: | Carminati (Milano) |

|                    |           |                         |
| Micheli 60’ (rig.) | Marcatori | 49’ Simoni 58’ Hitchens |

| Arbitro: | Righi (Milano) |

|                                    |           |  |
| Simoni 5’ Moschino 49’ Ferrini 51’ | Marcatori |  |

| Arbitro: | Campanati (Milano) |

|                         |           |  |
| Orlando 17’, 71’ (rig.) | Marcatori |  |

| Arbitro: | Genel (Trieste) |

|                |           |                         |
| Cappellini 89’ | Marcatori | 14’ Ferrini 38’ Albrigi |

| Arbitro: | Monti (Ancona) |

|            |           |  |
| Simoni 19’ | Marcatori |  |

| Arbitro: | Campanati (Milano) |

|              |           |             |
| Leoncini 21’ | Marcatori | 53’ Ferrini |

| Arbitro: | Varazzani (Parma) |

|  |           |             |
|  | Marcatori | 29’ Sormani |

| Arbitro: | Roversi (Bologna) |

|                          |           |  |
| Ferrini 31’ Ferretti 82’ | Marcatori |  |

| Arbitro: | Acernese (Roma) |

|            |           |            |
| Danova 36’ | Marcatori | 23’ Meroni |

| Arbitro: | Carminati (Milano) |

|  |           |            |
|  | Marcatori | 29’ Simoni |

| Arbitro: | Campanati (Milano) |

|                                              |           |  |
| Hitchens 11’, 73’ Simoni 34’, 71’ Meroni 75’ | Marcatori |  |

| Arbitro: | Genel (Trieste) |

|                                     |           |                 |
| Ferretti 3’ Hitchens 35’ Meroni 56’ | Marcatori | 67’ Francesconi |

| Arbitro: | Sbardella (Roma) |

|                             |           |                        |
| Jair 38’ Mazzola 90’ (rig.) | Marcatori | 48’ Simoni 52’ Ferrini |

### Coppa Italia
| Arbitro: | Carminati (Milano) |

|                      |           |  |
| Puia 74’ Carelli 75’ | Marcatori |  |

| Arbitro: | Campanati (Milano) |

|                |           |  |
| Menichelli 65’ | Marcatori |  |

### Coppa delle Coppe
| Arbitro: | Heymann |

|                                             |           |          |
| Hitchens 45’ Moschino 50’ (rig.) Meroni 63’ | Marcatori | 15’ Kohn |

| Arbitro: | Mellet |

|                                |           |                              |
| Van Rhjin 59’ Benen 78’ (rig.) | Marcatori | 5’ Hitchens 53’ (aut.) Brull |

| Arbitro: | Carswell |

|  |           |             |
|  | Marcatori | 20’ Albrigi |

| Arbitro: | Huber |

|                                                |           |  |
| Simoni 6’ Hitchens 9’ Meroni 33’, 59’ Puia 61’ | Marcatori |  |

| Arbitro: | Baumgärtel |

|            |           |           |
| Simoni 43’ | Marcatori | 48’ Lamza |

| Arbitro: | Fehervari |

|              |           |                          |
| Jerković 81’ | Marcatori | 14’ Poletti 44’ Hitchens |

| Arbitro: | Haberfellner |

|                               |           |  |
| Rosato 10’ Luttrop 42’ (aut.) | Marcatori |  |

| Arbitro: | Vales |

|                                  |           |              |
| Luttrop 12’, 53’ (rig.) Heiß 27’ | Marcatori | 74’ Lancioni |

| Arbitro: | Huber |

|                               |           |  |
| Rebele 60’ Luttrop 90’ (rig.) | Marcatori |  |

## Statistiche

### Statistiche di squadra
| Competizione      | Punti | In casa | In casa | In casa | In casa | In casa | In casa | In trasferta | In trasferta | In trasferta | In trasferta | In trasferta | In trasferta | Totale | Totale | Totale | Totale | Totale | Totale | DR  |
| Competizione      | Punti | G       | V       | N       | P       | Gf      | Gs      | G            | V            | N            | P            | Gf           | Gs           | G      | V      | N      | P      | Gf     | Gs     | DR  |
| ----------------- | ----- | ------- | ------- | ------- | ------- | ------- | ------- | ------------ | ------------ | ------------ | ------------ | ------------ | ------------ | ------ | ------ | ------ | ------ | ------ | ------ | --- |
| Serie A           | 44    | 17      | 11      | 3       | 3       | 32      | 11      | 17           | 5            | 9            | 3            | 16           | 16           | 34     | 16     | 12     | 6      | 48     | 27     | +21 |
| Coppa Italia      | -     | 1       | 1       | 0       | 0       | 2       | 0       | 1            | 0            | 0            | 1            | 0            | 1            | 2      | 1      | 0      | 1      | 2      | 1      | +1  |
| Coppa delle Coppe | -     | 4       | 3       | 1       | 0       | 11      | 2       | 5            | 2            | 1            | 2            | 6            | 8            | 9      | 5      | 2      | 2      | 17     | 10     | +7  |
| Totale            | -     | 22      | 15      | 4       | 3       | 45      | 13      | 23           | 7            | 10           | 6            | 22           | 25           | 45     | 22     | 14     | 9      | 67     | 38     | +29 |

### Statistiche dei giocatori
| Giocatore       | Serie A  | Serie A | Coppa Italia | Coppa Italia | Coppa delle Coppe | Coppa delle Coppe | Totale   | Totale |
| Giocatore       | Presenze | Reti    | Presenze     | Reti         | Presenze          | Reti              | Presenze | Reti   |
| --------------- | -------- | ------- | ------------ | ------------ | ----------------- | ----------------- | -------- | ------ |
| E. Albrigi      | 2        | 1       | 1            | 0            | 1                 | 1                 | 4        | 2      |
| S. Brighenti II | 1        | 0       | 0            | 0            | 0                 | 0                 | 1        | 0      |
| L. Buzzacchera  | 23       | 0       | 0            | 0            | 4                 | 0                 | 27       | 0      |
| A. Carelli      | 1        | 0       | 1            | 1            | 1                 | 0                 | 3        | 1      |
| G. Cella        | 20       | 0       | 0            | 0            | 6                 | 0                 | 26       | 0      |
| C. Crippa       | 4        | 2       | 0            | 0            | 2                 | 0                 | 6        | 2      |
| A. Ferretti     | 20       | 2       | 2            | 0            | 2                 | 0                 | 24       | 2      |
| G. Ferrini      | 32       | 10      | 2            | 0            | 9                 | 0                 | 43       | 10     |
| N. Fossati      | 11       | 0       | 2            | 0            | 5                 | 0                 | 18       | 0      |
| G. Hitchens     | 32       | 8       | 2            | 0            | 9                 | 4                 | 43       | 12     |
| R. Lancioni     | 3        | 0       | 1            | 0            | 2                 | 1                 | 6        | 1      |
| L. Meroni       | 34       | 5       | 1            | 0            | 9                 | 3                 | 44       | 8      |
| G. Moschino     | 29       | 3       | 2            | 0            | 7                 | 1                 | 38       | 4      |
| F. Poletti      | 31       | 3       | 2            | 0            | 9                 | 1                 | 42       | 4      |
| G. Puia         | 33       | 1       | 2            | 1            | 9                 | 1                 | 44       | 3      |
| A. Reginato     | 2        | -2      | 0            | -0           | 0                 | -0                | 2        | -2     |
| R. Rosato       | 31       | 1       | 1            | 0            | 8                 | 1                 | 40       | 2      |
| L. Simoni       | 29       | 10      | 1            | 0            | 6                 | 2                 | 36       | 12     |
| L. Teneggi      | 3        | 0       | 0            | 0            | 1                 | 0                 | 4        | 0      |
| L. Vieri        | 32       | -25     | 2            | -1           | 9                 | -10               | 43       | -36    |

## Giovanili

### Piazzamenti
- Primavera:
  - Campionato:[2]
  - Torneo di Viareggio: Ottavi di finale.